# 道の駅うりまく
道の駅うりまく（みちのえき うりまく）は、北海道河東郡鹿追町にある国道274号の道の駅である。
乗馬体験が可能な「ライディングパーク」や全36ホールの「パークゴルフ場」などがある。

## 道路
- 国道274号

## 歴史
- 2005年（平成17年）8月10日 - 開駅

## 主な施設
- 駐車場
  - 普通車：80台
  - 大型車：5台
  - 身障者用：2台
- トイレ（24時間利用可能）
  - 男：大 2器、小 4器
  - 女：7器
  - 身障者用：1器
- 公衆電話：1台
- 情報提供施設
- 鹿追町ライディングパーク
- パークゴルフ場
- 売店
- 多目的広場

## 休館日
- 年末年始
- 11月中旬 - 3月末（売店）

## アクセス
- 帯広市内より約55km
- 阿寒湖より約115km

## 周辺
- 鹿追町瓜幕支所
- 陸上自衛隊 鹿追駐屯地
- 然別湖